# Panamaribo Cup de 1962
A Panamaribo Cup de 1962 foi uma competição de futebol amistosa, realizada na cidade de Paramaribo, capital do Suriname. O campeonato contou com um representante brasileiro, o Fortaleza Esporte Clube que saiu como grande campeão e se tornando o primeiro time cearense a vencer um torneio internacional.

## Participantes
| Time                        | País     | Feitos                           |
| --------------------------- | -------- | -------------------------------- |
| Fortaleza Esporte Clube     | Brasil   | Vice-campeão Brasileiro em 1960  |
| Sport Vereniging Leo Victor | Suriname | Campeão Surinamês em 1961        |
| Sport Vereniging Transvaal  | Suriname | Campeão Surinamês em 1962        |
| Sport Vereniging Robinhood  | Suriname | Campeão Surinamês em 1958 e 1959 |

## Jogos do Fortaleza Esporte Clube
| 24 de janeiro de 1962 | Sport Vereniging Leo Victor | 1 x 4 | Fortaleza Esporte Clube |  |
|                       |                             |       |                         |  |

| 26 de janeiro de 1962 | Sport Vereniging Robinhood | 1 x 3 | Fortaleza Esporte Clube |  |
|                       |                            |       |                         |  |

| 30 de janeiro de 1962 | Sport Vereniging Transvaal | 1 x 1 | Fortaleza Esporte Clube | André Kamperveen Stadion |
|                       |                            |       |                         |                          |

## Premiação
| Panamaribo Cup de 1962                       |
| -------------------------------------------- |
| Fortaleza Esporte Clube Campeão (1.º título) |